# 古内一成
古内一成（日語：古内 一成／こうち かずなり，1956年1月18日—2016年7月18日），日本編劇。出生於東京都。日本編劇聯盟會員。

## 生平
古內曾拜師於小川英，1979年以日本電視劇「向太陽怒吼！」一舉成名後，此後作為動畫、電影等編劇活躍於影視圈。
1996年時由柏原宽司推薦，加入電視動畫「名偵探柯南」的製作。隨後作為此系列的主要作家，參與該系列電視動畫、劇場版及OVA的劇本編寫。
2016年7月18日因胰腺癌而過世，享年60歲。隔年發表的劇場版動畫「名偵探柯南：唐紅的戀歌」中劇組在工作人員字幕的最後以「In memory of 古内 一成」來為古內追悼。

## 參與作品

### 電視劇
- 向太陽怒吼！ （1979年 - 1986年）
- 騎馬奉行 （1979年 - 1980年）
- 柳生あばれ旅（1980年）
- 文吾捕物帳（1982年）
- 遠山的金先生（1982年）
- ザ・サスペンス
  - 『殺人刑事が愛した女・一億八千万円は誰のもの?』 (1982年）
- 暴坊將軍II（1983年）
- 特警雙雄（1986年）
- ジャングル （1987年 - 1988年）
- Hello! Good bye （1989年）
- 華麗的追跡 THE CHASER （1989年）
- 勝手にしやがれヘイ!ブラザー （1989年 - 1990年）
- はばたけ6年 （1989年 - 1997年）
- 刑事貴族1.2.3 （1990年 - 1992年）
- 菜鳥刑警 （1992年）
- 內衣教父 （1994年）
- 愛の天使（1994年）
- 週二懸疑劇場
  - 『心に秘めた幻の蝶』 (1994年）
- 風之刑事・東京發! （1995年）
- 刑事追う! （1996年）
- 七曲署搜查一系 （1997年）

### 電視動畫
- 名偵探柯南電視動畫系列（編劇，1996年 - 2014年）

### 劇場版動畫
- 劇場版名偵探柯南系列（編劇，1997年 - 2014年）
  - 名偵探柯南：引爆摩天樓（1997年）
  - 名偵探柯南：第十四號獵物（1998年）
  - 名偵探柯南：世紀末的魔術師（1999年）
  - 名偵探柯南：瞳孔中的暗殺者（2000年）
  - 名偵探柯南：往天國的倒數計時（2001年）
  - 名偵探柯南：迷宮的十字路（2003年）
  - 名偵探柯南：銀翼的奇術師（2004年）
  - 名偵探柯南：水平線上的陰謀（2005年）
  - 名偵探柯南：戰慄的樂譜（2008年）
  - 名偵探柯南：漆黑的追跡者（2009年）
  - 名偵探柯南：天空的遇難船（2010年）
  - 名偵探柯南：沉默的15分鐘（2011年）
  - 名偵探柯南：第11位前鋒（2012年）
  - 名偵探柯南：異次元的狙擊手（2014年）

### 影視作品
- 內衣教父系列 （編劇，1991年 - 1993年）
- 青山剛昌短篇集 （編劇，1999年）
- 青山剛昌短篇集2 （編劇，1999年）
- 名偵探柯南系列OVA （編劇，2000年 - 2012年）
  - 名偵探柯南 柯南vs基德vs鐵劍 寶刀爭奪大決戰（2000年）
  - 名偵探柯南 16個嫌疑犯（2002年）
  - 名偵探柯南 柯南、平次與失蹤的少年（2003年）
  - 名偵探柯南 柯南、基德與水晶之母（2004年）
  - 名偵探柯南 以毛利小五郎為目標 少年偵探團的秘密調查（2005年）
  - 名偵探柯南 追蹤消失的鑽石 柯南、平次vs基德（2006年）
  - 名偵探柯南 來自阿笠的挑戰書 阿笠對決柯南和少年偵探團（2007年）
  - 名偵探柯南 女高中生偵探 鈴木園子事件簿（2008年）
  - 名偵探柯南 工藤新一 謎之牆壁和黑色拉布拉犬事件（2008年）
  - 名偵探柯南 十年後的陌生人（2009年）
  - 名偵探柯南 新一與小蘭 麻將牌與七夕的回憶（2009年）
  - 名偵探柯南 怪盜基德在陷阱之島（2010年）
  - 名偵探柯南 通往大阪什錦煎餅的艱辛之路（2010年）
  - 名偵探柯南 來自倫敦的秘密指令（2011年）
  - 名偵探柯南 新潟〜東京 禮物狂想曲（2011年）
  - 名偵探柯南 傳說中的棒球的奇蹟（2012年）
  - 名偵探柯南 九號半之花（2012年）